# Automeris metzli
Automeris metzli är en fjärilsart som beskrevs av Sallé. Automeris metzli ingår i släktet Automeris och familjen påfågelsspinnare. Inga underarter finns listade i Catalogue of Life.

## Bildgalleri

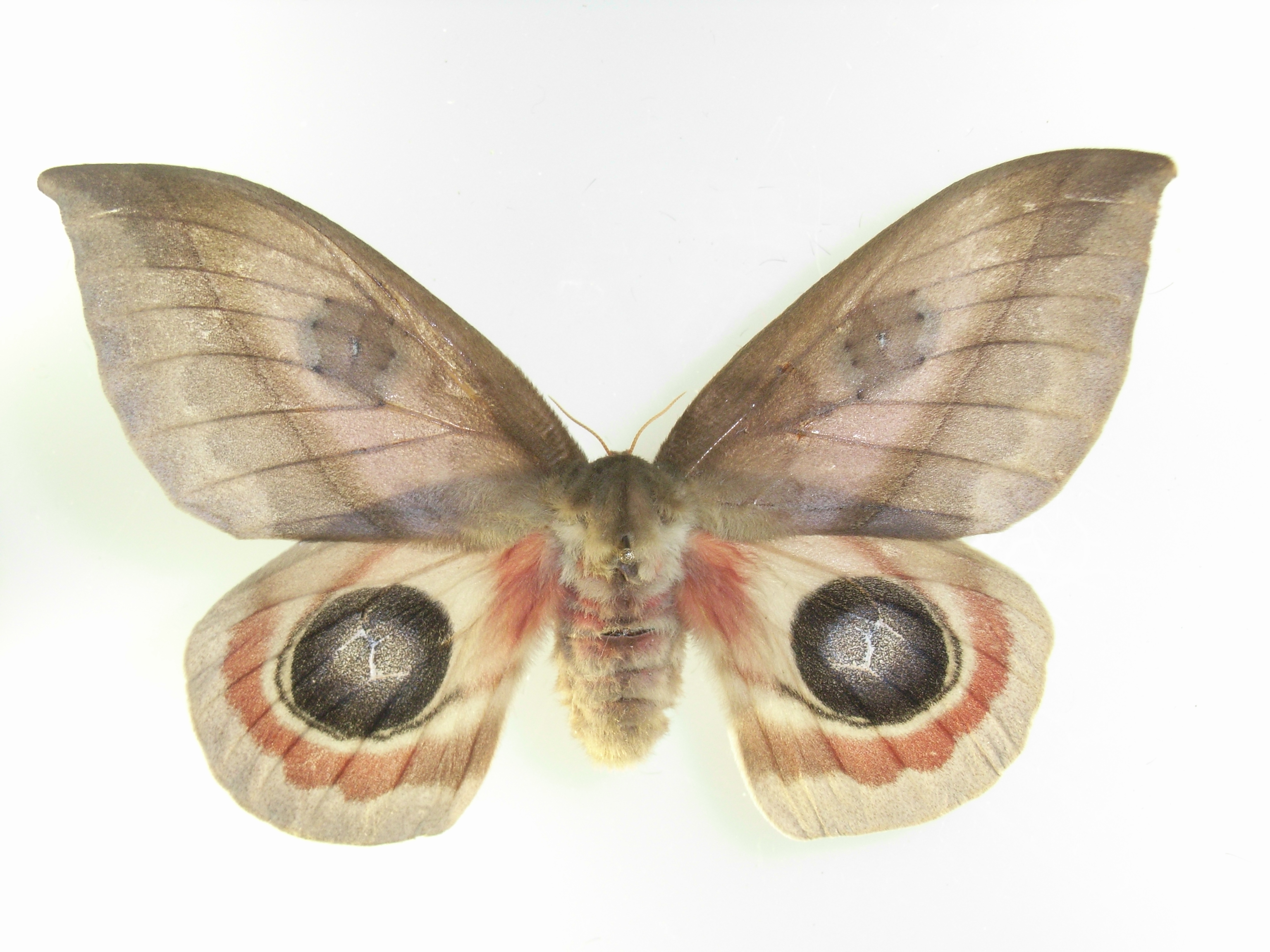